# Stazione di Tempio
La stazione di Tempio è una stazione ferroviaria al servizio del comune di Tempio Pausania, posta lungo la ferrovia Sassari-Tempio-Palau, utilizzata esclusivamente per i servizi turistici legati al Trenino Verde. Attivata negli anni trenta, dal 1935 fu anche lo scalo terminale della prima linea ferroviaria che raggiunse la cittadina gallurese, la Monti-Tempio, attiva sino al 1958.

## Storia

La stazione negli anni prima della seconda guerra mondiale

Le origini della stazione risalgono alla fine degli anni 1920, periodo in cui alle Ferrovie Settentrionali Sarde fu assegnata la concessione per la realizzazione e l'esercizio di una linea che da Sassari giungesse sino al porto di Palau, sfruttando parzialmente il già esistente tracciato della ferrovia tra Monti e Tempio Pausania, gestita all'epoca dalle Ferrovie Complementari della Sardegna, avente medesimo scartamento.
Nonostante la presenza nella cittadina della stazione capolinea delle FCS, le FSS decisero di approntare un nuovo scalo poco più a valle, inaugurando l'impianto il 16 novembre 1931, congiuntamente all'attivazione del tronco ferroviario tra Sassari e Tempio stessa. L'esercizio ferroviario del tracciato in direzione Palau ebbe inizio poco più di due mesi dopo, il 18 gennaio 1932.

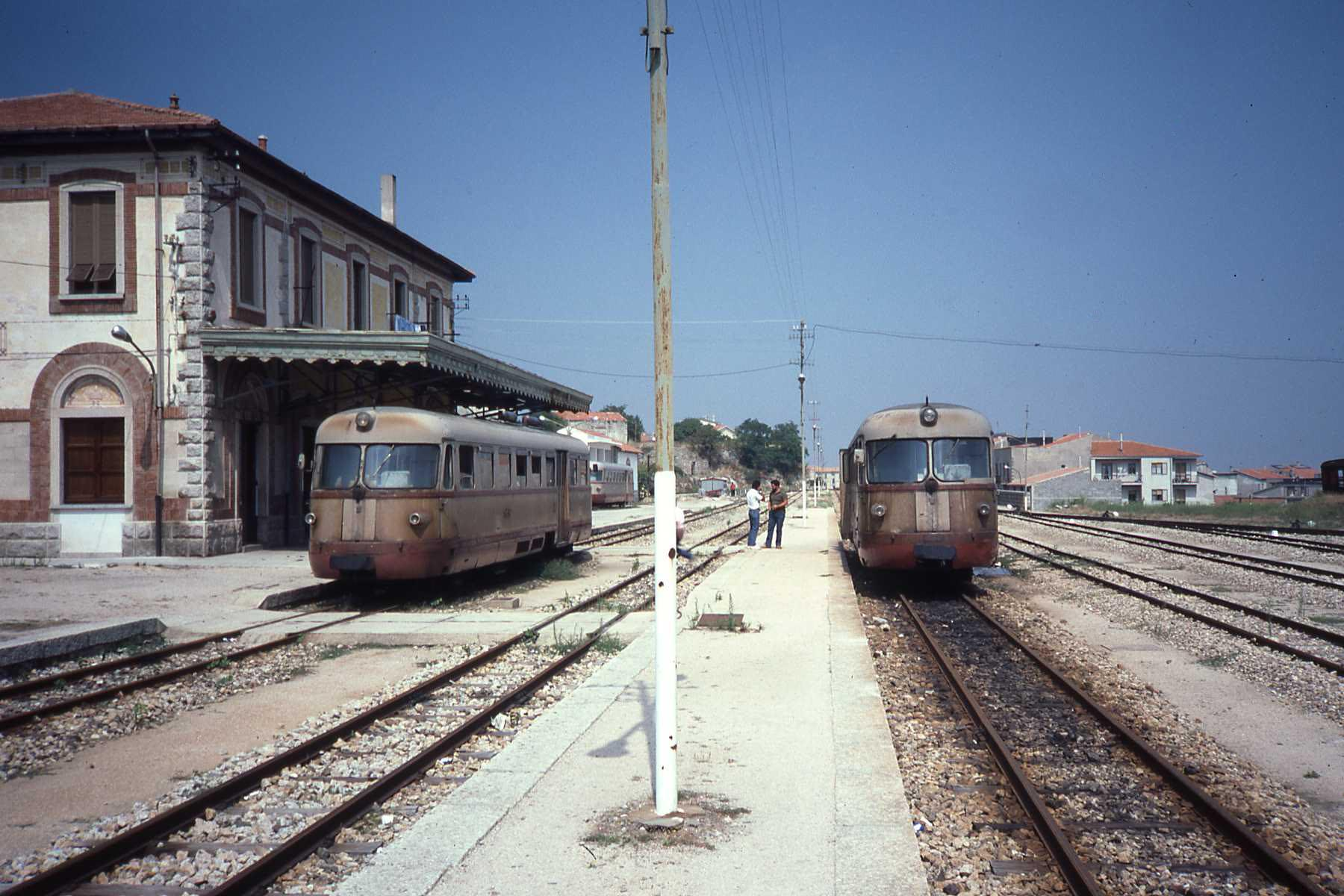
Automotrici ADm delle SFS in sosta nell'impianto negli anni ottanta

Durante i primi anni di vita della nuova stazione Tempio Pausania si trovò così ad avere due stazioni attive a breve distanza l'una dall'altra, afferenti ad una porzione di linea comune alle rispettive concessionarie ferroviarie; nel 1933 tuttavia la titolarità dello scalo e della linea passò alla Strade Ferrate Sarde, società che nello stesso periodo acquisì il pacchetto di maggioranza delle FCS. Il fatto accelerò il processo di accentramento nello scalo ex FSS di entrambe le linee collegate con Tempio Pausania, il quale si concluderà il 1º aprile 1935, data di dismissione dello scalo FCS e di spostamento del capolinea della ferrovia per Monti nella stazione delle SFS.
La stazione continuò così a servire entrambe le linee nei decenni successivi (anche la gestione dell'intera ferrovia per Monti passò alle SFS nel 1941), tuttavia nel dopoguerra il piano di riassetto del sistema ferroviario sardo portò alla dismissione della Monti-Tempio, che venne chiusa al traffico il 20 luglio 1958 sostituita da un servizio di autolinee.

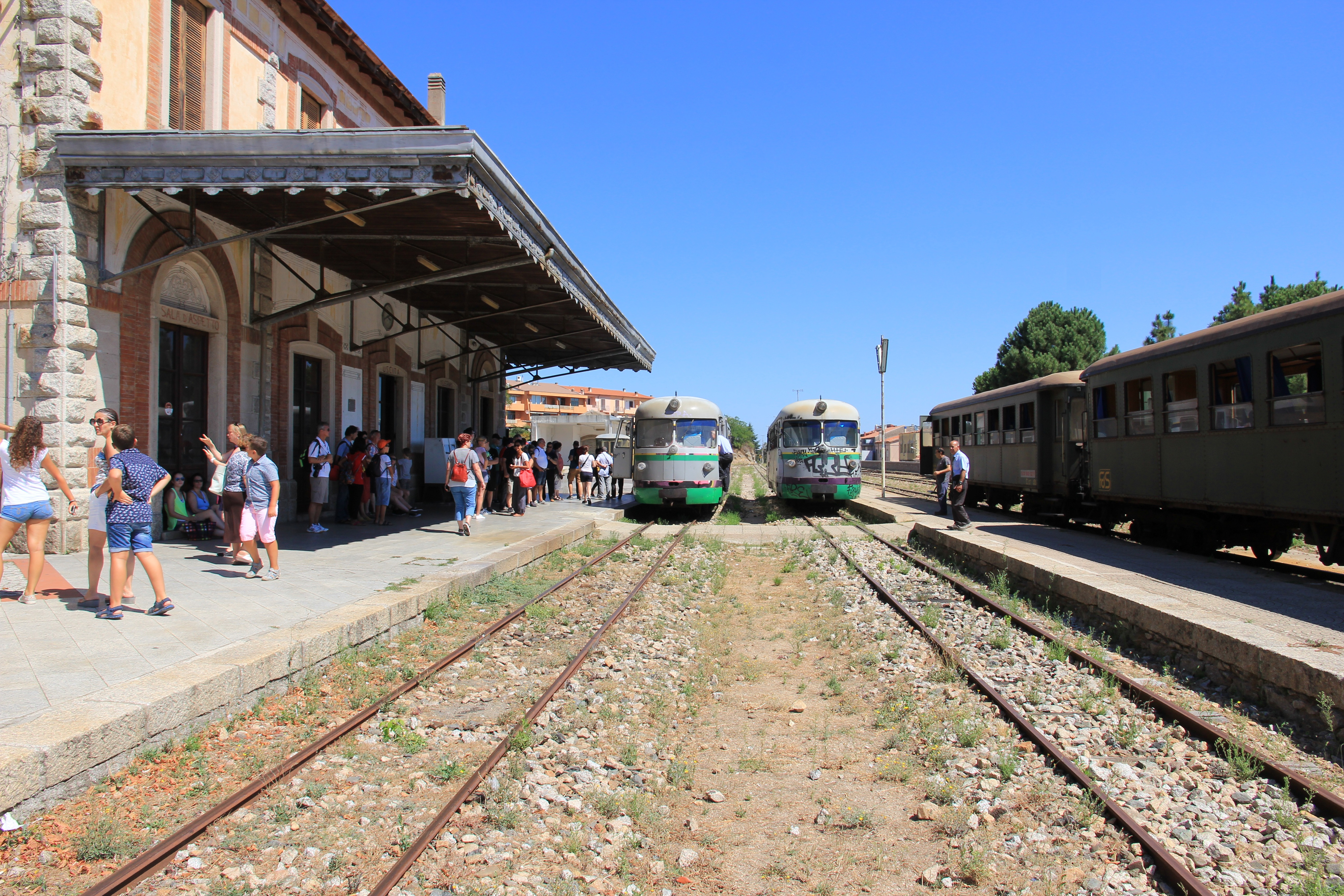
La stazione dal 1997 riceve esclusivamente treni turistici

Sopravvissuta alla chiusura in quanto situata nel tratto tra Tempio e Luras (comune alle due ferrovie galluresi a scartamento ridotto), la stazione continuò la sua attività per le sole relazioni verso Sassari e Palau negli anni seguenti, passando alla gestione delle Ferrovie della Sardegna nel 1989.
Negli anni dell'amministrazione FdS tuttavia vennero chiusi ai servizi di trasporto viaggiatori e merci circa due terzi della rete a scartamento ridotto sarda, destinandoli all'esclusivo impiego turistico: tra le linee interessate al provvedimento vi fu anche il tronco Nulvi-Palau della ferrovia per Sassari, comprendente la stazione tempiese, che così dal 16 giugno 1997 cessò l'attività per i servizi di trasporto pubblico su rotaia. Da allora l'impianto è impiegato tutto l'anno per i servizi di autolinee delle FdS, confluite nel 2010 nell'ARST, mentre a livello ferroviario viene utilizzato per le relazioni turistiche del Trenino Verde.

## Strutture e impianti

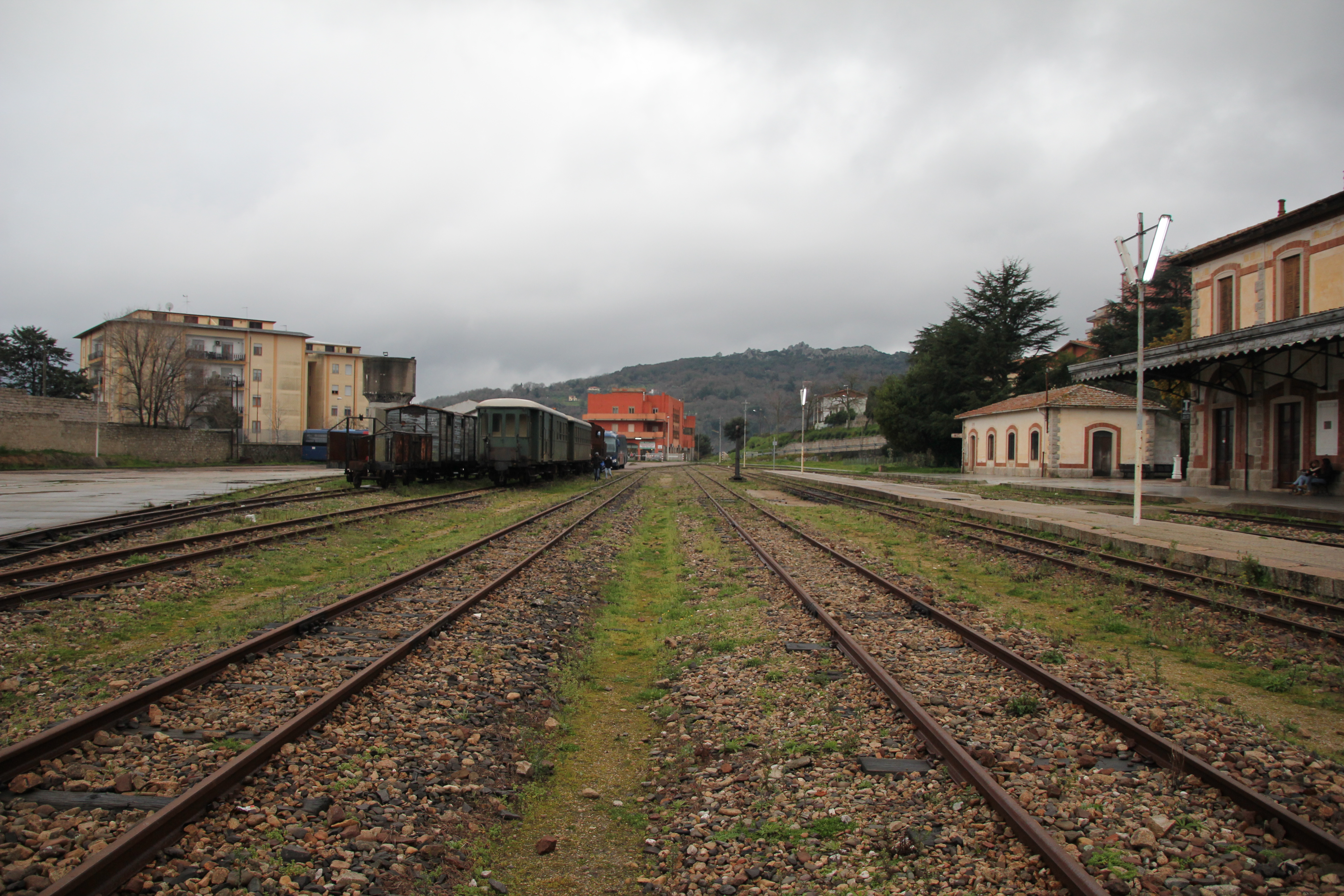
Il fascio binari principale dell'impianto visto in direzione Palau

Strutturata come scalo passante, la stazione è dotata complessivamente di dodici binari, tutti a scartamento da 950 mm: di essi cinque costituiscono il fascio principale dell'impianto, posto dinanzi al fabbricato viaggiatori; tra di essi il binario tre è quello di corretto tracciato, da cui si diramano gli altri, tutti passanti. I primi tre binari sono inoltre attrezzati per il servizio viaggiatori e dotati di banchine (una per il binario uno e una comune al due ed al tre).
Dal binario tre si dirama in direzione Palau il fascio merci della stazione, posto a nord del fabbricato viaggiatori, composto da tre tronchini afferenti alle altre strutture del dismesso scalo merci tempiese, ovvero un piano caricatore coperto adiacente al magazzino di questa tipologia di servizio.

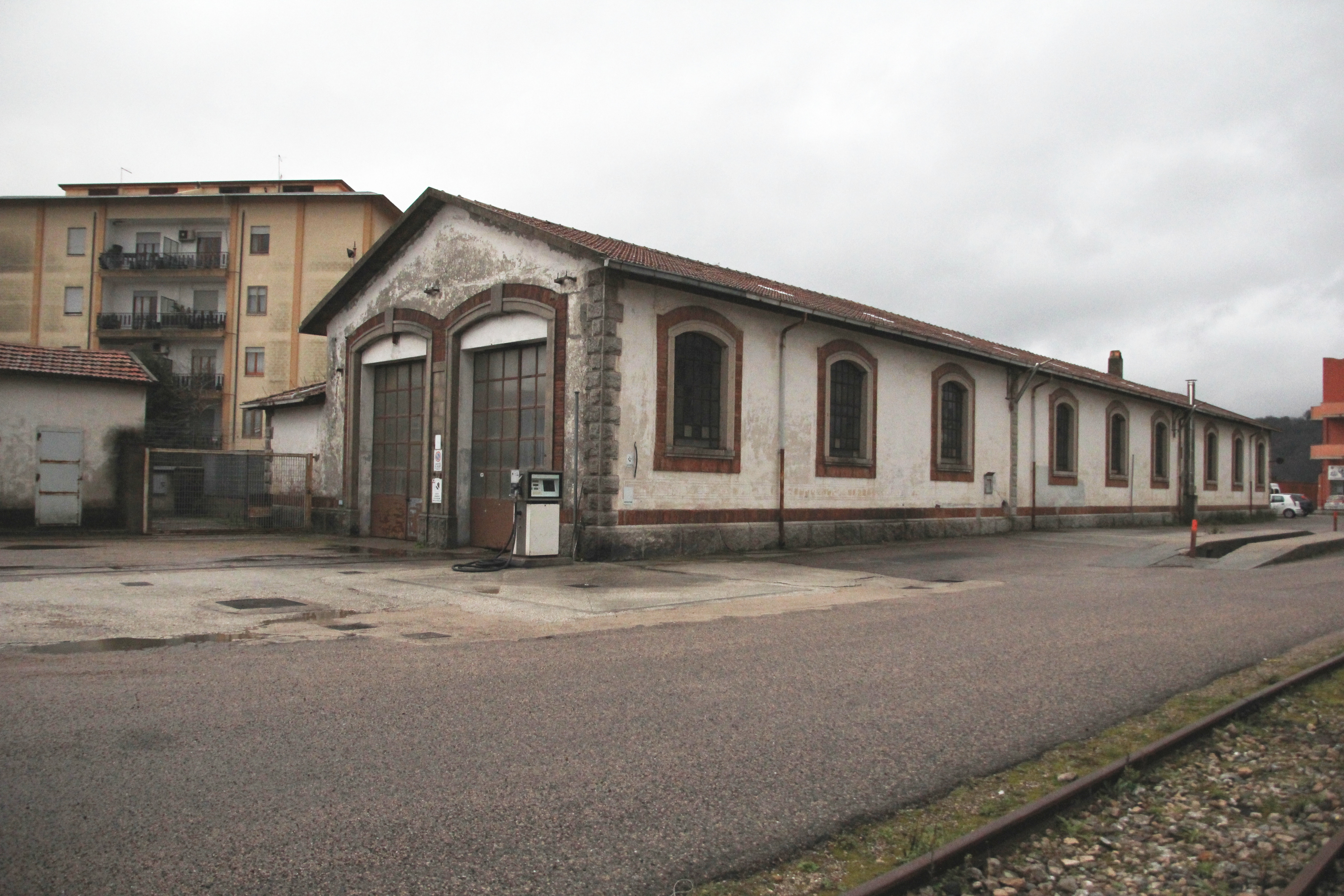
Le officine ferroviarie dell'impianto, ospitanti un'esposizione museale

Nella parte est della stazione, utilizzata anche per le attività relative ai servizi automobilistici, si trova l'area di rimessaggio e manutenzione dei rotabili nell'impianto: dal punto di vista dei binari sono presenti due tronchini per la sosta del materiale rotabile, ed altrettanti che conducono alla rimessa locomotive della stazione, i cui locali ospitano anche un'officina in cui dagli anni novanta è allestita un'esposizione museale con attrezzature d'epoca. Nell'area sono ubicate anche la torre dell'acqua dell'impianto e una piattaforma girevole ferroviaria, quest'ultima posta sul prolungamento del più esterno dei binari di accesso alla rimessa locomotive.

### Architettura

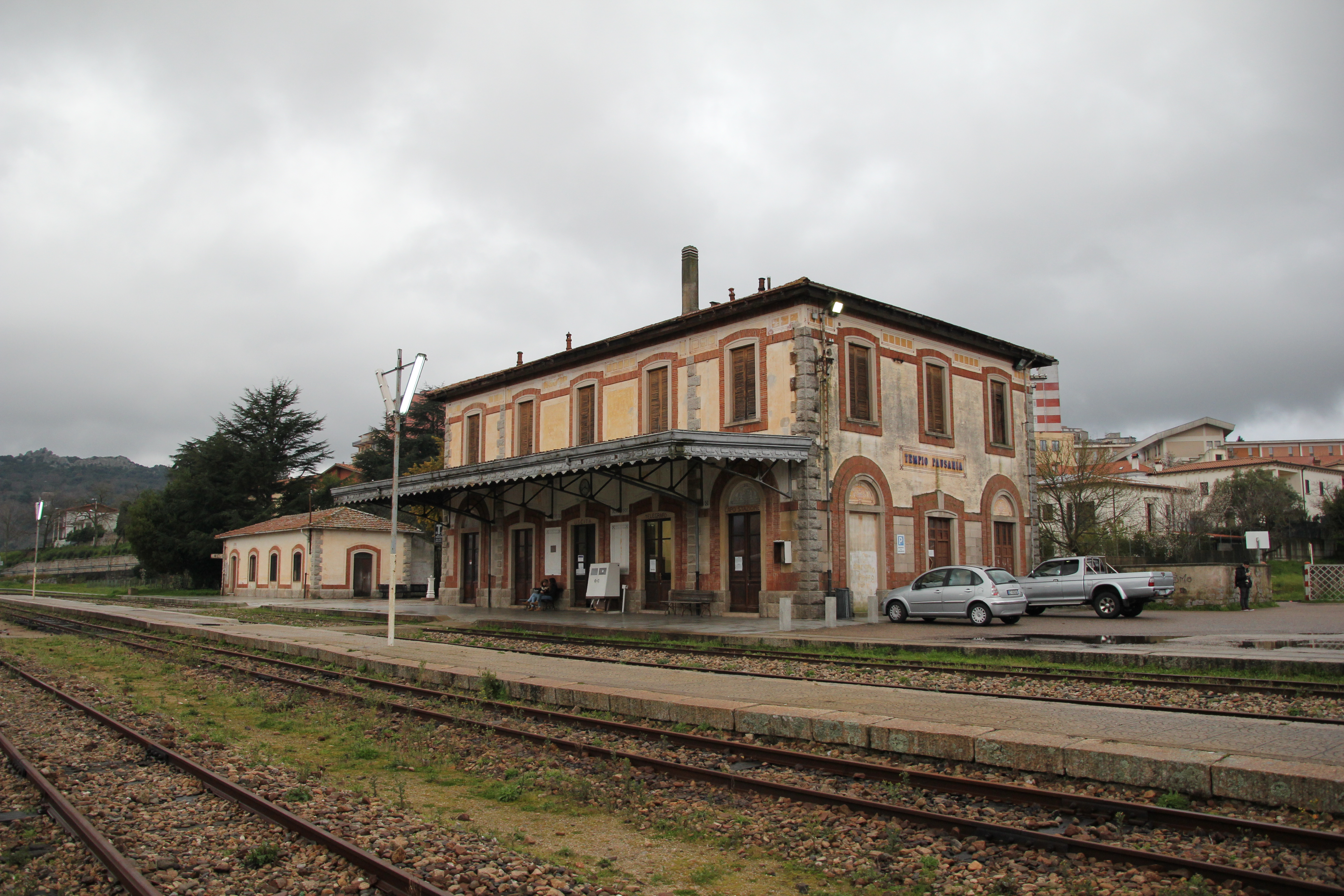
Il fabbricato viaggiatori, dalle linee liberty, ristrutturato negli anni novanta

Dal punto di vista architettonico tutti gli edifici della stazione richiamano le decorazioni presenti su buona parte dei fabbricati realizzati FSS, con le aperture sormontate da archi e con cornici in mattoncini rossi che contornano gli infissi e circoscrivono gli edifici in tutto il perimetro. Di particolare interesse è il fabbricato viaggiatori, il principale tra quelli realizzati ex novo con la ferrovia, realizzato in stile liberty e attribuito all'ingegner Maroni: si tratta di un edificio a pianta rettangolare con sviluppo su due piani e tetto a falde che riprende i motivi del mattone rosso contrapposto al colore dell'intonaco dei fabbricati ex FSS, con una particolare simmetria di bucature e cornici tra il prospetto lato strada e quello lato ferrovia.

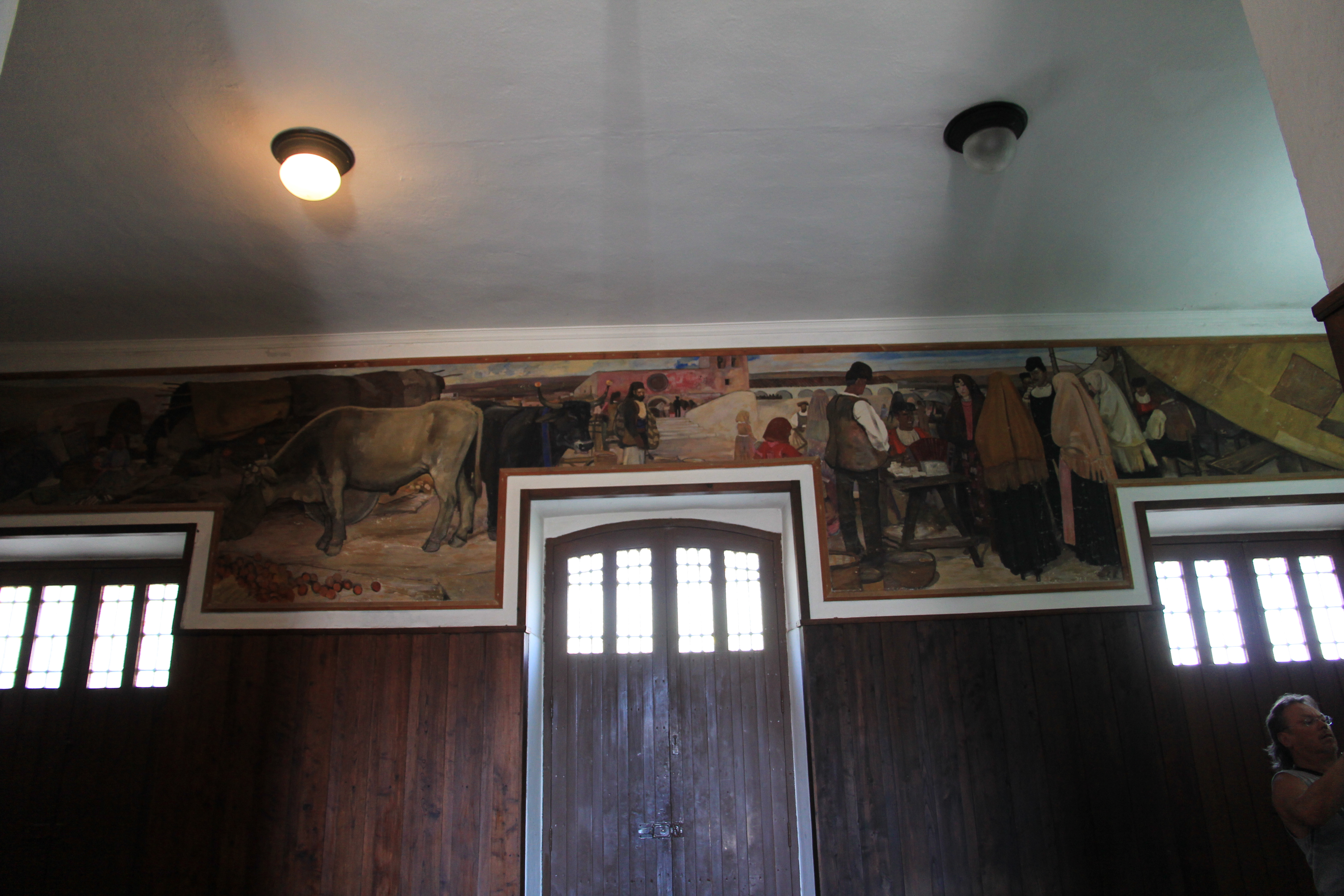
L'interno del fabbricato viaggiatori, arricchito dalle opere di Giuseppe Biasi

Per la realizzazione si è fatto uso di materiali locali quale il granito, mentre sul lato binari è presente una caratteristica pensilina in ferro; all'interno la sala d'aspetto è dotata di pareti rivestite in legno, sopra le quali sono presenti alcuni dipinti murari di particolare pregio realizzati nel 1931 da Giuseppe Biasi, il quale decorò anche l'atrio interno del fabbricato.

## Movimento
L'impianto dal giugno 1997 è utilizzato esclusivamente per le relazioni turistiche del Trenino Verde, effettuate a partire dal 2010 a cura dell'ARST. Oltre allo svolgimento delle corse effettuate su richiesta dei turisti la stazione è attiva soprattutto nel periodo estivo e nei mesi immediatamente precedenti e successivi, in cui vengono espletate relazioni "a calendario", di cui lo scalo tempiese è uno degli impianti capolinea. Tali corse sono di norma effettuate con destinazione Sassari e Palau.

## Servizi

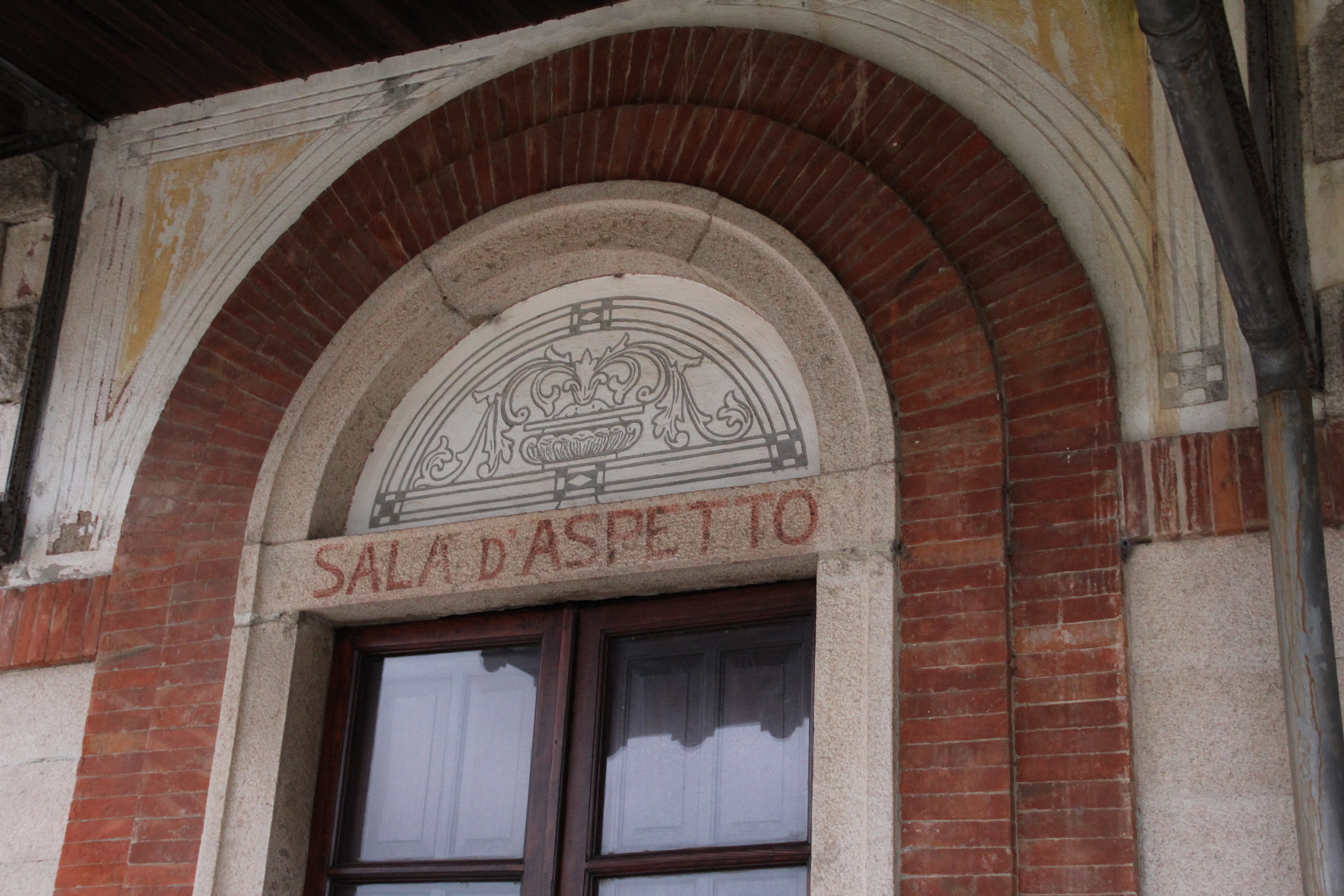
Dettaglio della decorazione posta sopra l'ingresso della sala d'aspetto, ubicata nel fabbricato viaggiatori

Il fabbricato viaggiatori ospita una biglietteria a sportello e una sala d'attesa per l'utenza, mentre i servizi igienici sono situati in un edificio ad hoc.
- Biglietteria a sportello
- Sala d'attesa
- Servizi igienici
- Bar

## Interscambi
Il piazzale interno della stazione è utilizzato anche come deposito per gli autobus dell'ARST, le cui relazioni automobilistiche di tipo interurbano osservano fermata nell'impianto, il quale in vari casi è capolinea di questi collegamenti. Nei pressi della stazione transitano anche le autolinee urbane della Saut, dotate di una fermata nell'area.
- Fermata autobus